# Rio Gogo
O Rio Gogo é um curso de água do arquipélago de São Tomé e Príncipe, localizado no distrito de Caué, ilha de São Tomé. Este curso de água corre Este até encontrar o mar entre a Praia Grande e a Ponta Barro Preto.